# Кле (река)
Кле (фр. Claie) је река у Француској. Дуга је 62 km. Улива се у Уст. 